# Beatmania IIDX 31 EPOLIS
beatmania IIDX 31 EPOLIS는 리듬게임 beatmania IIDX 시리즈의 31번째(beatmania IIDX substream 포함 시 32번째) 작품으로 RESIDENT의 후속작이다. 2023년 7월 28일에서 7월 30일까지 GAME실크햇 가와사키다이스점에서 로케 테스트가 개최되었으며, 2023년 10월 18일에 한국과 일본, 대만, 미국이 동시에 정식 발매되었다. 이번 작의 이미지 캐릭터는 셈, 유즈, 에리카, 세리카이고, 시스템 보이스는 셈 역의 나카무라 유이치와 세리카 역의 나카하라 마이이다.